# Хрулёв, Никита Михайлович
Никита Михайлович Хрулёв (10 июня 2000) — российский тяжелоатлет. Чемпион России 2024 годов в категории до 96 кг, двукратный бронзовый призёр чемпионатов России 2021 и 2025 годов. Мастер спорта России.

## Биография
Родился 10 июня 2000 года. На соревнованиях представляет Москву и Рязанскую область. Спортсмен-инструктор ГАУ РО «ЦСП», воспитанник СШОР «Лидер».
В июле 2018 года присвоено звание звание «Мастер спорта России».
В 2021 году на чемпионат России в Ханты-Мансийске в весовой категории до 89 кг, Никита завоевал бронзовую медаль с результатом 340 кг по сумме двух упражнений.
В начале 2024 года стал обладателем Кубка России в категории до 96 кг.
На чемпионате России по тяжёлой атлетике 2024 года, который состоялся в Новосибирске, Хрулёв стал чемпионом России в весовой категории до 96 кг. Общий вес на штанге по сумме двух упражнений — 354 килограммов.
На чемпионате России 2025 года в Санкт-Петербурге в весовой категории до 96 кг завоевал бронзовую медаль, зафиксировав вес 360 кг по сумме двоеборья. В упражнении "толчок" стал вторым. 
Обучался в Институте естествознания и спортивных технологий Московского городского университета. 

## Основные результаты
| Год  | Соревнования     | Место проведения | Весовая категория | Рывок, кг | Толчок, кг | Сумма, кг | Место |
| ---- | ---------------- | ---------------- | ----------------- | --------- | ---------- | --------- | ----- |
| 2021 | Чемпионат России | Ханты-Мансийск   | до 89 кг          | 150       | 190        | 340       | 3     |
| 2024 | Чемпионат России | Новосибирск      | до 96 кг          | 157       | 197        | 354       | 1     |
| 2025 | Чемпионат России | Санкт-Петербург  | до 96 кг          | 155       | 205        | 360       | 3     |